# SEHA-Liga 2015/16
Die SEHA-Liga ist ein supranationaler Handball-Wettbewerb, der in der Saison 2015/16 in seine fünfte Saison geht. Veranstalter ist die South Eastern Handball Association. Die weiterhin zehn teilnehmenden Mannschaften der fünften Saison kamen aus Bosnien und Herzegowina, Kroatien, Mazedonien, Serbien, Slowakei, Ungarn und Belarus. Meister in der fünften Spielzeit wurde Telekom Veszprém aus Ungarn.

## Teilnehmer
| Wappen | Verein            | Land                    | Bisherige Teilnahmen an der SEHA-Liga | Titel          |
| ------ | ----------------- | ----------------------- | ------------------------------------- | -------------- |
|        | Borac m:tel       | Bosnien und Herzegowina | 5 (2011, 2012, 2013, 2014, 2015)      |                |
|        | PPD Zagreb        | Kroatien                | 5 (2011, 2012, 2013, 2014, 2015)      | 1 (2013)       |
|        | RK Nexe Našice    | Kroatien                | 5 (2011, 2012, 2013, 2014, 2015)      |                |
|        | RK Strumica       | Nordmazedonien          | 1 (2015)                              |                |
|        | RK Vardar Skopje  | Nordmazedonien          | 5 (2011, 2012, 2013, 2014, 2015)      | 2 (2012, 2014) |
|        | RK Spartak Vojput | Serbien                 | 1 (2015)                              |                |
|        | RK Vojvodina      | Serbien                 | 3 (2013, 2014, 2015)                  |                |
|        | HT Tatran Prešov  | Slowakei                | 5 (2011, 2012, 2013, 2014, 2015)      |                |
|        | Telekom Veszprém  | Ungarn                  | 2 (2014, 2015)                        | 1 (2015)       |
|        | Meshkov Brest     | Belarus                 | 4 (2012, 2013, 2014, 2015)            |                |

## Modus
Die zehn Teilnehmer treten in der Hauptrunde in einer Liga jeweils zweimal gegeneinander an. Einmal in heimischer Halle und einmal auswärts. Die besten vier Teams qualifizieren sich nach Abschluss der Runde für die Play-offs, die im fünften Jahr in Varaždin, Kroatien ausgetragen wurden. Ungewöhnlich für den Handball ist die Punktvergabe in der Liga. Der in der SEHA federführende Handball-Verband Bosnien-Herzegowinas hat dabei das auch in der heimischen Liga angewendete System der  sogenannten „englischen Tabelle“ übernommen, in dem es drei Punkte für einen Sieg und einen für ein Remis gibt.